# 葛森·羅德里格斯
葛森·羅德里格斯 （葡萄牙語：Gerson Rodrigues，1995年6月20日—），盧森堡國家足球隊成員，現效力烏克蘭足球超級聯賽隊會基輔戴拿模。

## 榮譽
舒列夫
- 摩爾多瓦超級足球聯賽冠軍 : 2019

基輔戴拿模
- 烏克蘭足球超級聯賽冠軍 : 2020–21[2]
- 烏克蘭盃冠軍 : 2020–21[3]
- 烏克蘭超級盃冠軍 : 2019、2020